# ساوریو مارکونی
ساوریو مارکونی (ایتالیایی: Saverio Marconi؛ زادهٔ ۱ آوریل ۱۹۴۸) بازیگر اهل ایتالیا است.
از فیلم‌هایی که وی در آن نقش داشته‌است، می‌توان به یک پارچه جواهر، پدرسالار و علفزار اشاره کرد.